# Engineer Range
Die Engineer Range ist ein Gebirgszug im Westen des australischen Bundesstaates Tasmanien. Er liegt südöstlich des Lake Burbury in der Nordwestecke des Franklin-Gordon-Wild-Rivers-Nationalparks.
Das Gebirge erstreckt sich östlich der West Coast Range und südlich des Mount Fincham in Nordwest-Südost-Richtung und wird durch die Täler des Andrew River (im Südwesten) und des Franklin River (im Nordosten) begrenzt. Der nächsterreichbare Wanderweg mit Aussichtspunkten ist der frühere, von Hydro Tasmania angelegte Mount McCall Track.
Die unteren Hänge des Gebirges an den Ufern der begrenzenden Flüsse waren einst Arbeitsplätze der West Coast Piners. Sie suchten dort nach den Huon-Steineichen (Lagarostrobos franklinii).